# 402
Римська імперія розділена на дві частини. У Східній Римській імперії править Аркадій. У Західній — Гонорій при фактичній владі регента Стіліхона. У Китаї правління династії Цзінь. В Індії правління імперії Гуптів. У Японії триває період Ямато. У Персії править династія Сассанідів.
На території лісостепової України Черняхівська культура. У Північному Причорномор'ї готи й сармати. Історики VI століття згадують плем'я антів, що мешкало на території сучасної України приблизно з IV сторіччя. З'явилися гуни, підкорили остготів та аланів й приєднали їх до себе.

## Події
- Вестготи на чолі з Аларіхом насуваються на Медіолан. Він пропонує укласти мир, але римляни відмовляються розмовляти з варварами.
- Стіліхон відкликав війська з Британії та Рейну для захисту Італії. Він атакував готів у великодню неділю й зумів захопити дружину й дітей Аларіха.
- Авари установили кочову імперію від Монголії до Іртиша.
- Китайський мандрівник Фа Сянь добрався до Індії.